# Chungnam Ilhwa Chunma WFC
El Chungnam Ilhwa Chunma Football Club fue un equipo de fútbol femenino de Dangjin, Provincia de Chungcheong del Sur, Corea del Sur. 
Fue fundado en 2006 y jugó en la WK League entre 2009 y 2012.

## Jugadoras destacadas
Lista de jugadoras destacadas que pasaron por el club.
- Song Ju-hee
- Kim Soo-yun
- Kang Yu-mi

## Trayectoria
| Temporada | Temporada regular de la WK League | Temporada regular de la WK League | Temporada regular de la WK League | Temporada regular de la WK League | Temporada regular de la WK League | Temporada regular de la WK League | Temporada regular de la WK League | Temporada regular de la WK League | Playoffs     |
| Temporada | P                                 | V                                 | L                                 | E                                 | GF                                | GC                                | Pts                               | Pos                               | Playoffs     |
| --------- | --------------------------------- | --------------------------------- | --------------------------------- | --------------------------------- | --------------------------------- | --------------------------------- | --------------------------------- | --------------------------------- | ------------ |
| 2009      | 20                                | 3                                 | 9                                 | 8                                 | 18                                | 24                                | 18                                | 4h                                | No clasificó |
| 2010      | 20                                | 5                                 | 4                                 | 11                                | 19                                | 35                                | 19                                | 5th                               | No clasificó |
| 2011      | 21                                | 8                                 | 3                                 | 10                                | 24                                | 35                                | 27                                | 5th                               | No clasificó |
| 2012      | 21                                | 3                                 | 6                                 | 12                                | 16                                | 30                                | 15                                | 7th                               | No clasificó |